# IPad Air (3-го поколения)
iPad Air (3-го поколения) (в просторечии называемый iPad Air 3) — это планшетный компьютер, разработанный и продаваемый Apple Inc. Он был анонсирован и выпущен 18 марта 2019 года вместе с iPad Mini 5-го поколения.
Он напоминает дизайн, идентичный 10,5-дюймовому iPad Pro; общие обновления включают обновленный Apple A12 Bionic, немного более широкий 10,5-дюймовый дисплей Retina, более быструю память (3 ГБ LPDDR4X) и поддержку Bluetooth 5.0 и Apple Pencil (первое поколение).
Его производство было прекращено 15 сентября 2020 года после выпуска iPad Air (4-го поколения).

## Основные отличия отiPad Air 2[5]
iPad Air 3-го поколения получил новый дисплей с диагональю 10,5", который поддерживает технологию True Tone и Apple Pencil (1-го поколения).
Изменились внутренние составляющие. Новая версия получила процессор A12 Bionic с системой Neural Engine и сопроцессор движения M12, в то время как старая версия обладала процессором A8X вместе с сопроцессором M8 соответственно.
Качество съёмки на фронтальную камеру улучшилось до 7 Мп (1,2 Мп в предыдущей версии). Также она получила возможность съёмки HD-видео 1080p (720p для второго поколения) и вспышку Retina Flash.
Появилась поддержка технологии Bluetooth 5.0, клавиатуры Smart Keyboard и SIM-карты eSIM.

## Функции

### Аппаратное обеспечение
iPad Air третьего поколения оснащен модернизированной фронтальной камерой на 7 МП (сначала она использовалась в iPhone 7 и вплоть до iPhone XS) по сравнению с камерой на 1,2 МП в предыдущем поколении. Тем не менее, он сохраняет ту же старую заднюю камеру на 8 МП, которую нельзя записывать в формате 4K как таковое.
iPad Air третьего поколения оснащен шестиядерным процессором Apple A12 Bionic с частотой 2,49 ГГц. Тактовая частота этого чипа на 66 % выше, чем у трехъядерного Apple A8X с частотой 1,5 ГГц во втором поколении. Он также имеет дисплей True Tone, который позволяет ЖК-дисплею адаптироваться к окружающему освещению, изменяя его цвет и интенсивность в различных условиях, и широкую цветовую гамму P3, позволяющую ЖК-дисплею отображать более яркие цвета.
Этот iPad Air сохранил порт Lightning, разъем для наушников и немного большую батарею на 30,2 Вт·ч (по сравнению с 27,6 Вт·ч), которая, по оценкам Apple, обеспечивает те же «10 часов» активного использования. iPad Air третьего поколения — последняя модель с кнопкой «Домой», портом Lightning и разъемом для наушников; iPad Air четвертого поколения — нет.

### Программного обеспечения
iPad Air третьего поколения впервые поставлялся с iOS 12.2. В сентябре 2019 года он получил обновление iPadOS 13. В сентябре 2020 года iPad Air третьего поколения был указан как одно из устройств, которые можно обновить до iPadOS 14.

## Прием
iPad Air третьего поколения получил очень положительные отзывы. Его хвалили за ламинированный экран, возможность использования корпуса Smart Keyboard, а также за быструю SoC. Однако он поддерживает только Apple Pencil первого поколения, который использовался в iPad Pro в 2017 году и двумя динамиками по сравнению с четырьмя на моделях Pro. Кроме того, в то время как текущие модели Pro обеспечивают некоторую поддержку HDR, Air 3 этого не делает.

## Аппаратные проблемы
Некоторые устройства этой модели, выпущенные в период с марта 2019 года по октябрь 2019 года, имеют проблемы, из-за которых экран может мерцать или мигать перед тем, как окончательно погаснуть. В результате этого Apple выпустила программу отзыва, которая позволяет пользователям отправлять свое устройство на замену в течение 2 лет с даты покупки.

## Технические характеристики[12]

### Дисплей

#### Дисплей Retina
- Дисплей Multi-Touch с диагональю 10,5 дюйма и подсветкой LED
- Разрешение 2224×1668 пикселей (264 пикселя/дюйм)
- Широкий цветовой охват (P3)
- Технология True Tone
- Олеофобное покрытие, устойчивое к появлению следов от пальцев
- Полностью ламинированный дисплей
- Антибликовое покрытие
- Коэффициент отражения 1,8 %
- Яркость 500 кд/м²
- Поддержка Apple Pencil (1-го поколения)

### Камеры

#### Камера iSight
- Камера 8 Мп
- Диафрагма ƒ/2.4
- Пятилинзовый объектив
- Гибридный ИК‑фильтр
- Сенсор BSI
- Live Photos
- Широкий цветовой диапазон для фотографий и Live Photos
- Автофокус
- Панорамная съёмка (до 43 Мп)
- Режим HDR для фото
- Контроль экспозиции
- Серийная съёмка
- Фокусировка касанием
- Режим таймера
- Автоматическая стабилизация изображения
- Привязка фотографий к месту съёмки

#### Камера FaceTime
- Фотографии 7 Мп
- Диафрагма ƒ/2.2
- HD‑видео 1080p с частотой 30 кадров/с
- Вспышка Retina Flash
- Широкий цветовой диапазон для фотографий и Live Photos
- Авто‑HDR для фото и видео
- Сенсор BSI
- Серийная съёмка
- Контроль экспозиции
- Режим таймера

### Сотовая и беспроводная связь

#### Wi-Fi
- Wi‑Fi (802.11a/b/g/n/ac); одновременная поддержка двух диапазонов (2,4 ГГц и 5 ГГц)
- HT80 с технологией MIMO
- Технология Bluetooth 5.0

#### Wi-Fi + Cellular
- Wi‑Fi (802.11a/b/g/n/ac); одновременная поддержка двух диапазонов (2,4 ГГц и 5 ГГц)
- HT80 с технологией MIMO
- Технология Bluetooth 5.0
- Gigabit Class LTE
- eSIM
- UMTS/HSPA/HSPA+/DC-HSDPA; GSM/EDGE
- Встроенный модуль GPS/ГЛОНАСС
- Только данные
- Звонки по Wi-Fi

## Доступность и стоимость[13]
Планшет доступен в серебристом, золотом и серых цветах.
Объём памяти составляет 64 или 256 гигабайт.

### Стоимость
На 20 марта 2020 года по данным официального русскоязычного сайта стоимость планшетов составляла:
- iPad Air 3 64GB Wi-Fi — 42 990₽.
- iPad Air 3 64GB Wi-Fi + Cellular — 53 990₽.
- iPad Air 3 256GB Wi-Fi — 55 490₽.
- iPad Air 3 256GB Wi-Fi + Cellular — 66 490₽.